# Wakaba Shimoguchi
Wakaba Shimoguchi (jap. 下口 稚葉, Shimoguchi Wakaba; * 2. Mai 1998 in Fukui, Präfektur Fukui) ist ein japanischer Fußballspieler.

## Karriere
Wakaba Shimoguchi erlernte das Fußballspielen in der Jugendmannschaft des Fukui Central FC sowie in der JFA Academy Fukushima. Seinen ersten Vertrag unterschrieb er 2017 bei Fagiano Okayama. Der Verein aus Okayama, einer Hafenstadt in der Präfektur Okayama auf Honshū, der Hauptinsel von Japan, spielte in der zweithöchsten Liga des Landes, der J2 League. Von August 2019 bis Januar 2020 wurde er an den AC Nagano Parceiro ausgeliehen. Mit dem Verein aus Nagano spielte er achtmal in der dritten Liga, der J3 League. Anfang 2020 kehrte er nach Okayama zurück. Im Februar 2022 wechselte er erneut auf Leihbasis in die dritte Liga. Hier schloss er sich in Imabari dem FC Imabari an. In zwei Spielzeiten bestritt er 49 Ligaspiele. Nach Vertragsende bei Okayama unterschrieb er im Februar 2024 einen Vertrag beim Drittligisten Ōmiya Ardija. Am Ende der Saison 2024 feierte er mit dem Verein die Drittligameisterschaft und den Aufstieg in die zweite Liga.

## Erfolge
Ōmiya Ardija
- Japanischer Drittligameister: 2024